# Thập niên 1570
Thập niên 1570 là thập niên diễn ra từ năm 1570 đến 1579.